# 御厨貴文
御厨 貴文（みくりや たかふみ、1984年5月11日 - ）は、長崎県長崎市出身のサッカー審判員（プロフェッショナルレフェリー）、VARおよびAVAR担当審判員。東京都サッカー協会所属。
元プロサッカー選手で、現役時代のポジションはディフェンダー（DF）。

## 来歴

### サッカー選手として
大阪体育大学2年時および3年時に関西学生選抜に選出された。2007年にヴァンフォーレ甲府に加入。
2010年、ザスパ草津（現：ザスパクサツ群馬）へ完全移籍、2012年シーズンからはキャプテンに指名された。草津在籍中の出場数はちょうど100試合を記録した。
2013年、カターレ富山へ完全移籍、2014年シーズンはキャプテンに指名されたが、チームは最下位に終わる。

### サッカー審判員として
2014年のオフ、手術した右足首の状態や年齢を考慮し今後の選択肢を決めるべく様々な話を聞く中、面識のあった国際副審の名木利幸の「まだJリーガーからプロのレフェリーになった人は誰もいません。そして、それは求められています」という言葉にピンときて、プロフェッショナルレフェリーを目指すことを決意。富山とは複数年契約が残っていたが、2015年1月に富山との契約を満了とし、複数のクラブからのオファーを断って 現役を引退した。
現役引退後、「（審判になるつもり）だったらウチの入社試験を受けてみたらどうか」と誘われた、Jクラブ関連の仕事を手がけていた山愛に入社。キャリアサポート事業部の一員として平日はJリーグ選手へのキャリアサポートを行い、週末は審判の活動を行うという生活を送っている。
2015年末に3級審判員の資格を取得。2016年10月の2級審判員試験に合格、2019年には1級審判員の資格を得た。
2019年11月10日の2019明治安田生命J3リーグ第30節・福島ユナイテッドFC対カマタマーレ讃岐戦（とうほう・みんなのスタジアム）でJリーグ公式戦の主審を務め（他にJ3の副審を13試合担当）、2020年シーズンは正式にJリーグ担当審判員（主審）として試合の割り当てが行われることが発表された。2022年3月6日には2022明治安田生命J1リーグ第3節・横浜F・マリノス対清水エスパルス戦（日産スタジアム）で、初めてJ1リーグ戦での主審を務めた。
2024年1月11日、日本サッカー協会は同年2月1日付けで副審の淺田武士と共に御厨とプロフェッショナルレフェリー契約を締結することを発表した。元Jリーガーとして初めてのプロフェッショナルレフェリーとなる。同年12月10日に行われたJリーグアウォーズでは最優秀主審賞を初受賞した。

## 人物
- 少年時代には剣道にも勤しんでいたらしく、姿勢が良い[14]。
- 人見知りである[14]。
- マンガ好きである[15]。

## 所属クラブ
ユース経歴
- 1993年 - 1996年 南陽SC
- 1996年 - 1997年 長崎YMCASC
- 1997年 - 1999年 長崎市立土井首中学校
- 2000年 - 2002年 長崎海星高校
- 2003年 - 2006年 大阪体育大学

プロ経歴
- 2007年 - 2009年 ヴァンフォーレ甲府
- 2010年 - 2012年 ザスパ草津
- 2013年 - 2014年 カターレ富山

## 個人成績
| 国内大会個人成績 | 国内大会個人成績 | 国内大会個人成績 | 国内大会個人成績 | 国内大会個人成績 | 国内大会個人成績 | 国内大会個人成績 | 国内大会個人成績 | 国内大会個人成績 | 国内大会個人成績 | 国内大会個人成績 | 国内大会個人成績 |
| 年度             | クラブ           | 背番号           | リーグ           | リーグ戦         | リーグ戦         | リーグ杯         | リーグ杯         | オープン杯       | オープン杯       | 期間通算         | 期間通算         |
| 年度             | クラブ           | 背番号           | リーグ           | 出場             | 得点             | 出場             | 得点             | 出場             | 得点             | 出場             | 得点             |
| 日本             | 日本             | 日本             | 日本             | リーグ戦         | リーグ戦         | リーグ杯         | リーグ杯         | 天皇杯           | 天皇杯           | 期間通算         | 期間通算         |
| ---------------- | ---------------- | ---------------- | ---------------- | ---------------- | ---------------- | ---------------- | ---------------- | ---------------- | ---------------- | ---------------- | ---------------- |
| 2007             | 甲府             | 27               | J1               | 0                | 0                | 0                | 0                | 1                | 0                | 1                | 0                |
| 2008             | 甲府             | 3                | J2               | 4                | 0                | -                | -                | 0                | 0                | 4                | 0                |
| 2009             | 甲府             | 3                | J2               | 13               | 0                | -                | -                | 0                | 0                | 13               | 0                |
| 2010             | 草津             | 18               | J2               | 31               | 3                | -                | -                | 1                | 0                | 32               | 3                |
| 2011             | 草津             | 3                | J2               | 33               | 2                | -                | -                | 1                | 0                | 34               | 2                |
| 2012             | 草津             | 3                | J2               | 36               | 2                | -                | -                | 0                | 0                | 36               | 2                |
| 2013             | 富山             | 3                | J2               | 20               | 0                | -                | -                | 0                | 0                | 20               | 0                |
| 2014             | 富山             | 3                | J2               | 22               | 0                | -                | -                | 1                | 0                | 23               | 0                |
| 通算             | 日本             | 日本             | J1               | 0                | 0                | 0                | 0                | 1                | 0                | 1                | 0                |
| 通算             | 日本             | 日本             | J2               | 159              | 7                | -                | -                | 3                | 0                | 162              | 7                |
| 総通算           | 総通算           | 総通算           | 総通算           | 159              | 7                | 0                | 0                | 4                | 0                | 163              | 7                |

- Jリーグ初出場 - 2008年8月16日 J2 第31節 vsサンフレッチェ広島F.C (小瀬)

後半22分から途中出場
- Jリーグ初得点 - 2010年6月13日 J2 第17節 vs水戸ホーリーホック (Ksスタ)
- J2 100試合出場 - 2012年7月8日 J2 第23節 vs大分トリニータ (正田スタ)

## 代表・選抜歴
- 関西学生選抜
  - 2004年 - 2005年

## 審判経歴
- 1級審判員登録：2018年12月[16]
- Jリーグ(J1)初主審：2022年3月6日横浜F・マリノス対清水エスパルス戦（日産スタジアム）
- Jリーグ(J2)初主審：2020年12月13日 大宮アルディージャ対レノファ山口FC戦（NACK5スタジアム）
- Jリーグ(J3)初主審：2019年11月10日 福島ユナイテッドFC対カマタマーレ讃岐戦（とうほう・みんなのスタジアム）
- Jリーグ(J3)初副審：2017年9月17日 Y.S.C.C.横浜対ブラウブリッツ秋田戦（ニッパツ三ツ沢球技場）
- Jリーグ(カップ戦)初主審：2022年2月23日 湘南ベルマーレ対アビスパ福岡戦（レモンガススタジアム平塚）

## 出場記録(審判員)
| 国内大会個人成績 | 国内大会個人成績 | 国内大会個人成績 | 国内大会個人成績 | 国内大会個人成績 | 国内大会個人成績 | 国内大会個人成績 | 国内大会個人成績 | 国内大会個人成績 | 国内大会個人成績 | 国内大会個人成績 |
| 年度             | J1               | J1               | J2               | J2               | J3               | J3               | リーグ杯         | リーグ杯         | 天皇杯           | 天皇杯           |
| 年度             | 主審             | 副審             | 主審             | 副審             | 主審             | 副審             | 主審             | 副審             | 主審             | 副審             |
| ---------------- | ---------------- | ---------------- | ---------------- | ---------------- | ---------------- | ---------------- | ---------------- | ---------------- | ---------------- | ---------------- |
| 2017             | 0                | 0                | 0                | 0                | 0                | 1                | 0                | 0                | 0                | 0                |
| 2019             | 0                | 0                | 0                | 0                | 1                | 12               | 0                | 0                | 1                | 0                |
| 2020             | 0                | 0                | 1                | 0                | 16               | 0                | 0                | 0                | 0                | 0                |
| 2021             | 0                | 0                | 16               | 0                | 0                | 0                | 0                | 0                | 1                | 0                |
| 2022             | 11               | 0                | 7                | 0                | 0                | 0                | 4                | 0                | 1                | 0                |
| 2023             | 15               | 0                | 4                | 0                | 0                | 0                | 2                | 0                | 2                | 0                |
| 2024             | 15               | 0                | 3                | 0                | 0                | 0                | 3                | 0                | 1                | 0                |
| 通算             | 41               | 0                | 31               | 0                | 17               | 13               | 9                | 0                | 6                | 0                |

- 日本フットボールリーグ(JFL)

| JFL個人成績 | JFL個人成績 | JFL個人成績 |
| 年度        | 主審        | 副審        |
| ----------- | ----------- | ----------- |
| 2018        | 0           | 1           |
| 2019        | 9           | 0           |
| 通算        | 9           | 1           |

- その他の国内公式戦
  - 日本クラブユースサッカー選手権
  - 高円宮杯 JFA U-18サッカー プレミアリーグ
  - 全国高等学校サッカー選手権
  - 関東大学サッカーリーグ

## 決勝担当
| 開催年月日    | 大会                                  | 対戦カード     | 対戦カード         | 結果 | 会場       | 担当 |
| ------------- | ------------------------------------- | -------------- | ------------------ | ---- | ---------- | ---- |
| 2022年1月10日 | 第100回全国高等学校サッカー選手権大会 | 大津           | 青森山田           | 0-4  | 国立競技場 | 主審 |
| 2025年2月8日  | FUJIFILM SUPER CUP 2025               | ヴィッセル神戸 | サンフレッチェ広島 | 0-2  | 国立競技場 | 主審 |